# Афонін Валентин Іванович
Валентин Іванович Афонін (рос. Валентин Иванович Афонин, 22 грудня 1939, Владимир — 2 квітня 2021) — радянський футболіст, що грав на позиції захисника. По завершенні ігрової кар'єри — футбольний тренер. Заслужений майстер спорту СРСР (1970).
Виступав, зокрема, за клуби СКА (Ростов-на-Дону) та ЦСКА (Москва), а також національну збірну СРСР.

## Клубна кар'єра
У дорослому футболі дебютував 1960 року виступами за команду клубу «Торпедо» (Владимир).
Своєю грою за цю команду привернув увагу представників тренерського штабу клубу СКА (Ростов-на-Дону), до складу якого приєднався 1961 року. Відіграв за ростовських армійців наступні сім сезонів своєї ігрової кар'єри. Більшість часу, проведеного у складі ростовського СКА, був основним гравцем захисту команди.
1968 року перейшов до московського ЦСКА, у складі якого провів наступні два роки своєї кар'єри гравця. Граючи у складі столичних армійців також здебільшого виходив на поле в основному складі команди.
Завершив ігрову кар'єру у клубі СКА (Ростов-на-Дону), у складі якого вже виступав раніше. Прийшов до команди 1971 року, захищав її кольори до припинення виступів на професійному рівні у 1973.

## Виступи за збірну
1965 року дебютував в офіційних матчах у складі національної збірної СРСР. Протягом кар'єри у національній команді, яка тривала 6 років, провів у формі головної команди країни 42 матчі.
У складі збірної був учасником чемпіонату світу 1966 року в Англії, чемпіонату світу 1970 року в Мексиці, а також чемпіонату Європи 1968 року в Італії.

## Кар'єра тренера
Розпочав тренерську кар'єру, повернувшись до футболу після тривалої перерви, 1982 року, очоливши тренерський штаб клубу СКА (Хабаровськ). Досвід тренерської роботи обмежується цим клубом.

## Титули
- Чемпіон СРСР (1):

ЦСКА (Москва): 1970